# BTR-3
Il BTR-3 è un APC a otto ruote a trazione integrale con formula 8x8, sviluppato nel 2000-2001 da un consorzio internazionale. Le società coinvolte nel progetto includono il  Kharkiv Morozov Machine Building Design Bureau dell'Ucraina, la ADCOM MANUFACTURING Company di Abu-Dhabi, negli Emirati Arabi Uniti, e il Centro tecnico scientifico statale di artiglieria e armi da fuoco dell'Ucraina. Sebbene in qualche modo simile nell'aspetto al BTR-80 russo, il BTR-3U è un veicolo di produzione completamente nuovo piuttosto che un aggiornamento del veicolo in servizio esistente.
Il BTR-3 è destinato al trasporto di soldati di unità meccanizzate e al supporto del fuoco in battaglia. Il BTR-3 è usato per equipaggiare unità in grado di combattere in varie condizioni, in particolare quando usano armi nemiche di distruzione di massa. Il veicolo è anfibio e quindi adatto per unità speciali con i marine, unità di fanti di marina.

## Descrizione

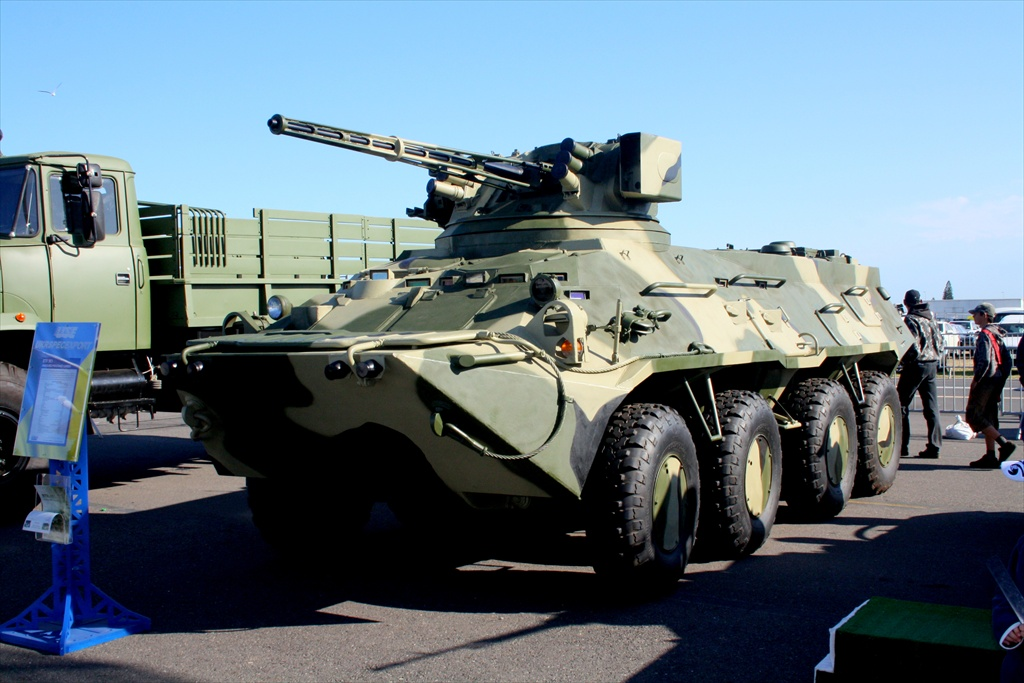
BTR-3E1

La dotazione standard del BTR-3U comprende anche il servosterzo amplificato idraulicamente sulle quattro ruote stradali anteriori e un sistema centrale di regolazione della pressione degli pneumatici che consente al guidatore di regolarla in base al terreno da attraversare. Il BTR-3U è dotato di pneumatici Michelin francesi.
Il vano motore BTR-3U è costituito da un diesel Deutz BF6M1015 che sviluppa 326 CV accoppiato a un cambio completamente automatico Allison MD3066. La centralina e la trasmissione sono montate dal Kharkiv Morozov Machine Building Design Bureau con l'assistenza tecnica della Deutz AG e delle società Allison Transmission. Il vano motore è dotato di un sistema automatico di estinzione incendi a doppia azione.
Il veicolo è completamente anfibio, azionato quando è a galla da un unico getto d'acqua montato nella parte posteriore dello scafo. Per preparare il veicolo all'acqua, il conducente monta una paletta di assetto e accende le pompe di sentina dall'interno del veicolo.
Lo scompartimento delle truppe ospita sei soldati che entrano ed escono dal veicolo da una porta su entrambi i lati dello scafo. La parte inferiore della porta si piega verso il basso a formare un gradino, con la parte superiore che si apre in avanti. Ci sono anche portelli sul tetto e portelli di accensione con dispositivi di visione associati forniti nei lati e nella parte anteriore del veicolo. Un sistema di aria condizionata di serie per garantire il comfort dell'equipaggio in condizioni di caldo.

### Armamento
Il BTR-3U è dotato del modulo di combattimento unificato KBA-105 "Shkval"  che può ospitare un cannone automatico del calibro 30 mm, una mitragliatrice coassiale da 7,62 mm, un lanciagranate automatico da 30 mm e armi guidate anticarro. Questo modulo è stato sviluppato dal Centro tecnico scientifico statale di artiglieria e armi da fuoco dell'Ucraina. Il design del modulo di combattimento Shkval è versatile, ma può anche essere abbinato a un'altra torretta.
- Il Cockerill CSE 90LP con Cockerill LP da 90 mm

- La torretta KBA-105 con cannone automatico ZTM-1 a doppia alimentazione da 30 mm che ha 350 colpi di munizioni pronte o torretta Stiletto con ZTM-2 da 30 mm.

- Un totale di 2.500 colpi per la mitragliatrice coassiale da 7,62 mm.

- Il lanciagranate AGS-17D da 30 mm è montato sul lato sinistro della torretta, con 29 colpi di munizioni pronte e 87 colpi aggiuntivi in riserva (tre caricatori, ciascuno contenente 29 colpi).

- Torretta Cockerill CPWS 30 con cannone automatico da 30 mm.

- Sei lanciagranate fumo/aerosol da 81 mm, azionati elettricamente, sono montati su entrambi i lati della parte posteriore della torretta e sparano in avanti.

- I sistemi di avvistamento includono un periscopio di osservazione 1PZ-3 e un mirino stabilizzato TKN-4S Agat che è integrato con il sistema di controllo del fuoco missilistico.

BTR-3DA ha una stazione d'arma BM-3M Shturm-M armata con cannone automatico ZTM-1 da 30 mm, mitragliatrice KT-7,62, lanciagranate KBA-117 da 30 mm, sei lanciagranate fumogene 902B Tucha e sistema ATGM Barrier.

## Varianti

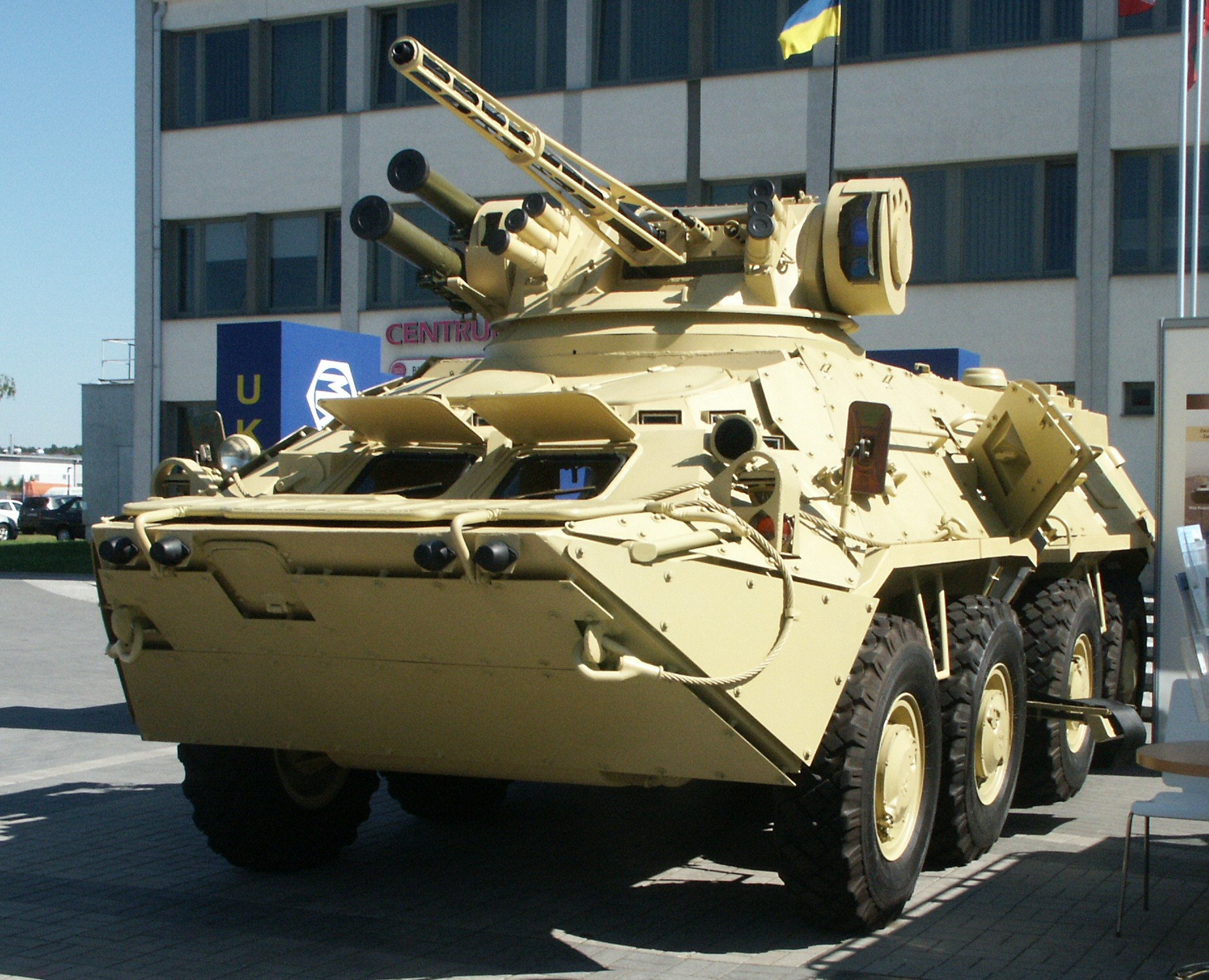
BTR-3E1M ucraino in mimetica desertica

- BTR-3U "Hunter": inizialmente noto come BTR-94K: versione base già descritta.
- BTR-3U "Guardian": versione per i Marines degli Emirati Arabi Uniti  con torretta "Buran-N1".
- BTR-3E: ha un nuovo motore UTD-20.
- BTR-3E1: ultima versione con torretta BM-3 "Shturm" e nuovo motore MTU 6R106TD21
- BTR-3E: ARV veicolo da recupero con verricello, gru e lama apripista.
- BTR-3E 90: veicolo di supporto antincendio pesante con cannone principale Cockerill da 90 mm.
- BTR-3DA: versione aggiornata acquistata dalle forze armate ucraine nel 2017[7][8].
- BTR-3DA: è una stazione d'arma BM-3M Shturm-M armata con cannone automatico ZTM-1 da 30 mm, mitragliatrice KT-7,62, lanciagranate KBA-117 da 30 mm[9].
- BTR-3KSH: versione del veicolo di comando e controllo.

## Utilizzatori
Azerbaigian
sei BTR-3 con mitragliatrice ds 12.7 mm
 Ciad
otto BTR-3U
 Ecuador
sono stati ordinati tre BTR-3U
 Kazakistan
due veicoli corazzati per il trasporto di personale BTR-3E
 Birmania
Il Paese ha ordinato un migliaio di veicoli corazzati per il trasporto di personale ea gennaio 2013 erano stati consegnati 368 BTR-3U
 Nigeria
30 BTR-3UN, sei BTR-3UK, quattro BTR-3UR e sette BTR-3E
 Thailandia
96 BTR-3E1 spediti in Thailandia al costo di quattro miliardi di baht, ma la consegna è stata ritardata per un certo periodo a causa di modifiche al motore e alla trasmissione. Sebbene il paese avesse originariamente ordinato 90 trasportatori, il governo ucraino ne ha donati altri sei. Successivamente, nell'agosto 2011, il paese ha rilasciato informazioni sull'acquisto di 121 BTR-3E1 per un valore di cinque miliardi di bath Dopo due anni, l'esercito reale tailandese ha annunciato la terza acquisizione di 21 veicoli corazzati per il trasporto di personale (15 BTR-3E1 e sei BTR-3RK). 
 Emirati Arabi Uniti
90 veicoli Guardian per i Marines degli Emirati
 Ucraina
si prevede che BTR-3 sostituirà i vecchi veicoli dell'esercito ucraino nei prossimi anni.

## Galleria d'immagini

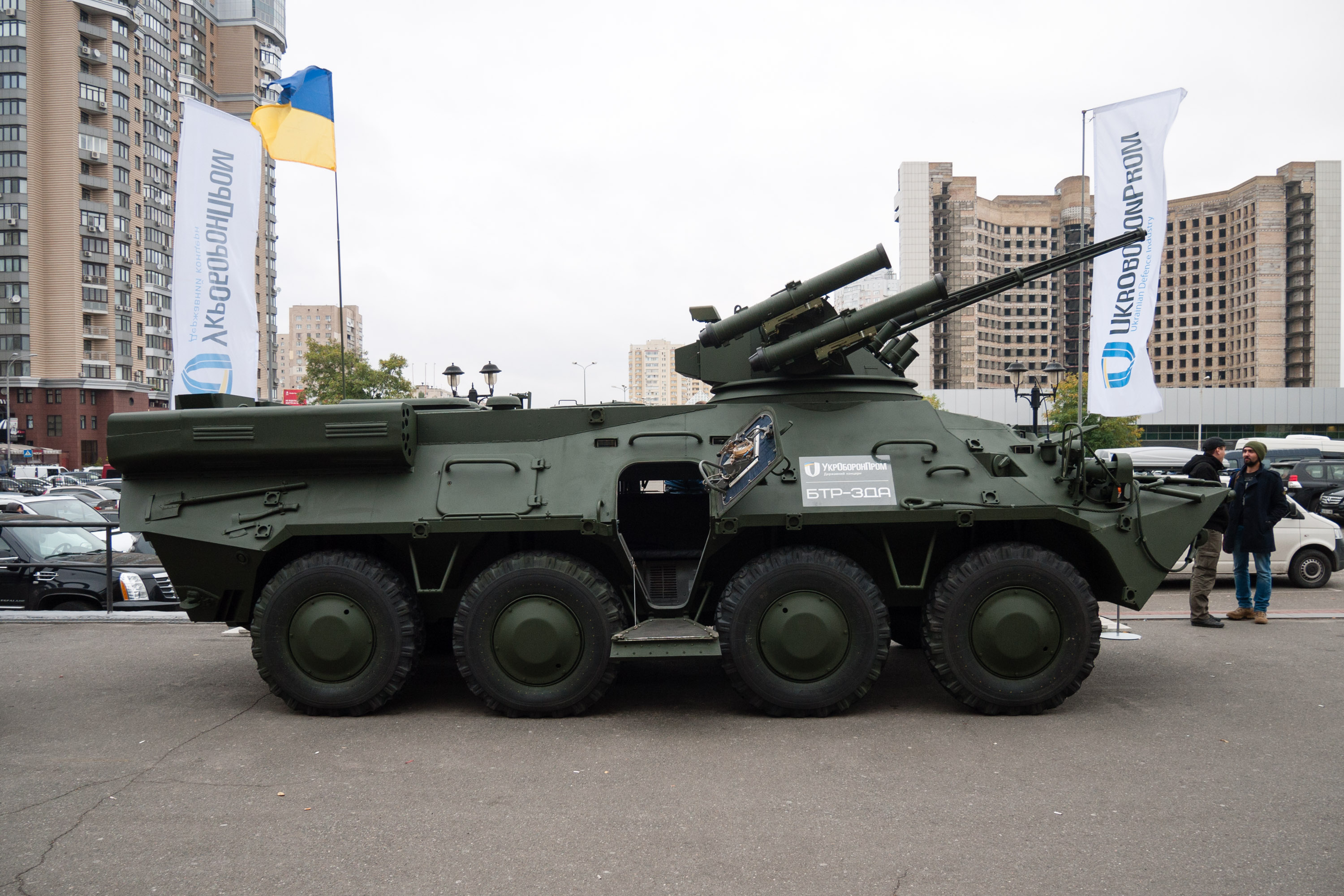
BTR-3DA